# Kaninchenpocken
Die Kaninchenpocken sind eine durch das Vacciniavirus, Stamm Orthopoxvirus vaccinia var. cuniculi, hervorgerufene Infektionskrankheit bei Kaninchen. Kaninchenpocken treten nur selten und vereinzelt auf, in Laborkaninchenbeständen auch epidemisch. Sie dürfen nicht mit der ebenfalls durch Pockenviren hervorgerufenen Myxomatose verwechselt werden. Die Erkrankung trat erstmals in den 1930er Jahren im Laborbestand des Rockefeller-Instituts in mehreren Seuchenzügen auf, aus dem Louise Pearce das Virus erstmals isolierte. 1941 kam es zu einem Ausbruch in einem Laborbestand in Utrecht, 1947 am Pasteur-Institut und in den 1960er Jahren wiederum zu mehreren Ausbrüchen in den USA. Andere Tierarten oder der Mensch sind nicht empfänglich.
Klinisch äußert sich die Erkrankung mit Fieber, Abgeschlagenheit, Ödemen, Nasen- und Augenausfluss. Nach einigen Tagen treten bei experimenteller Infektion pockenartige Läsionen an Maul, Nase und Auge auf. Die Sterblichkeit ist hoch.
Die Kaninchenpocken sind vermutlich eine reine Laborinfektion. Sie können als Modell für die Erforschung von Wirkstoffen gegen die Pocken beim Menschen dienen. So konnten mit Brincidofovir und Tecovirimat gegen Kaninchenpocken wirksame Mittel entwickelt werden, die als Kandidaten für einen Pockenausbruch beim Menschen zur Verfügung stehen.